# Campanulorchis pellipes
Campanulorchis pellipes är en orkidéart som först beskrevs av Heinrich Gustav Reichenbach och Joseph Dalton Hooker, och fick sitt nu gällande namn av Yan Peng Ng och Phillip James Cribb. Campanulorchis pellipes ingår i släktet Campanulorchis och familjen orkidéer. Inga underarter finns listade i Catalogue of Life.